# 麥道MD-90
麦道MD-90是麦道公司从MD-80发展而来的单通道客机。随后由波音民用飞机部门生产的客機。
该机型是由MD-80再加长而来，由此也是DC-9家族的一部分，家族第三世代。除長度座位，同時也升級的是在选用燃油效益更高的IAE V2500大函道比涡扇发动机，推出以后，达美航空于1989年11月14日成为其首发用户。MD-90于1993年2月22日首飞，1995年首次交付给达美航空。
麥道MD-90与空中客车A320ceo系列和波音737新世代客机相竞争。在机身延长5英尺（1.4米），两级客舱载客量153人航程高达2,455海里（4,547千米），變成是DC-9家族最大的型号。该型号還保留了MD-88以來的現代化电子飞行仪表系统。
该型号于2000年停产，交付116架。达美航空于2020年6月2日完成MD-90最后一次航班。一架在退役后交给波音民用飞机集团用于X-66A项目。该型号发生3起严重事故，其中只有一起火灾事故。後繼者是由MD-90缩短而来的型号，最初定名为MD-95，在1997年波音收购麦道公司以后改名为波音717，基於麦道血統，717也與ARJ-21雖然不同名卻算是孿生姊妹。

## 研製
麥道MD-90是基於DC-9，家族的第一代飞机，有五个成员或变型（DC-9-10到50系）和十个生产型。该系列飞机采用全新设计，使用两个后机身安装的涡轮风扇发动机、T型尾翼配置和窄机身设计，可容纳80到135名乘客。

### 改長版本MD-90以及MD-90X

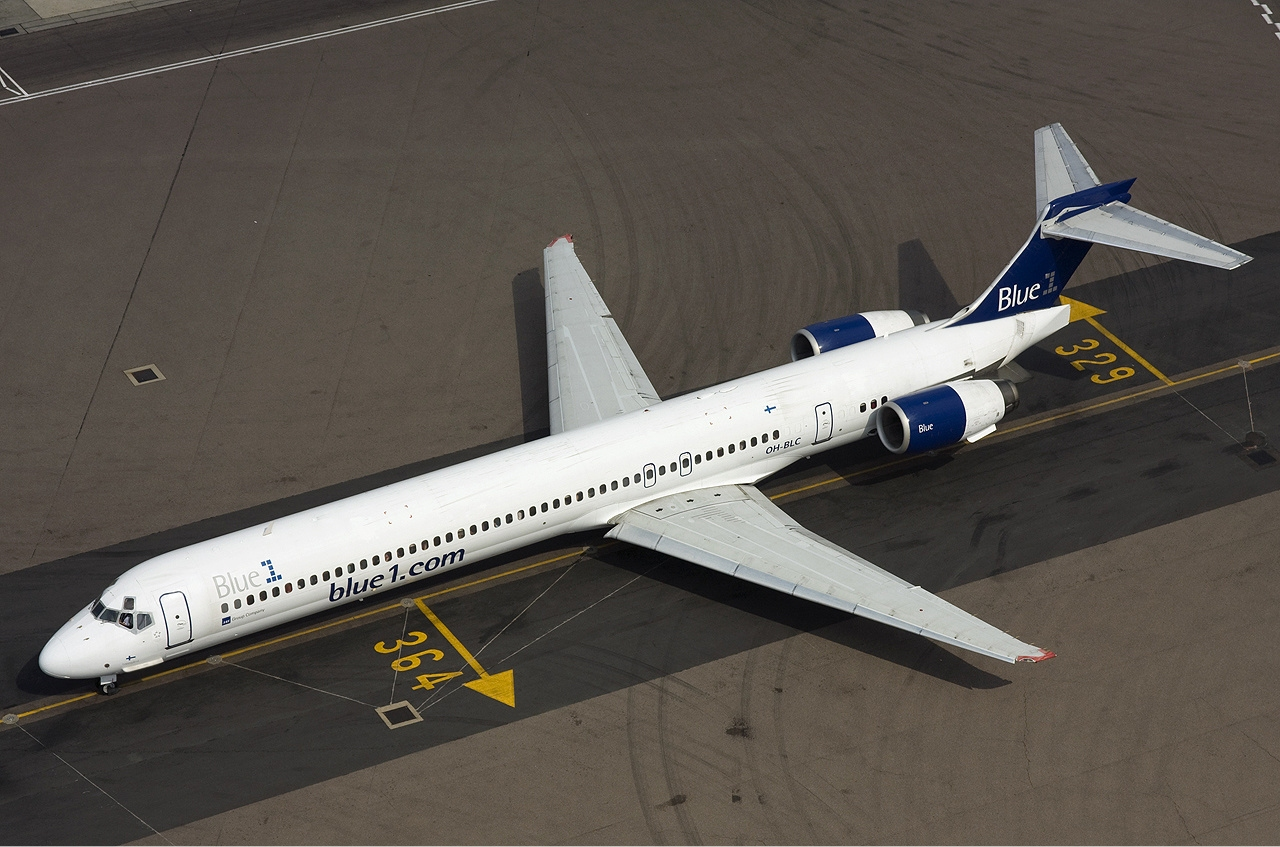
2008年，Blue1航空一架MD-90-30型飞机

MD-90是MD-80的加长型衍生机型，因此也是DC-9家族的第三代机型，于1989年11月14日推出，当时达美航空公司订购了50架MD-90，并可选择再购买110架。该机型比MD-80长57英寸（1.4 米），采用玻璃驾驶舱和动力更强、噪音更小、燃油效率更高的IAE V2525-D5 发动机，并可选择发动机。
从1986年底开始，麦道开始推出MD-90X，这是MD-80的延伸型。与MD-91和MD-92衍生，以及特殊的MD-94X方案不同，MD-90X仍将使用涡扇发动机。MD-90X可搭载180名乘客。由CFM56或V2500更大的发动机提供动力，MD-90X取代了MD-89，成为麦道拟议中的新涡扇发动机，其设计目标是与波音757竞争。

#### 特殊发动机

##### MD-94X

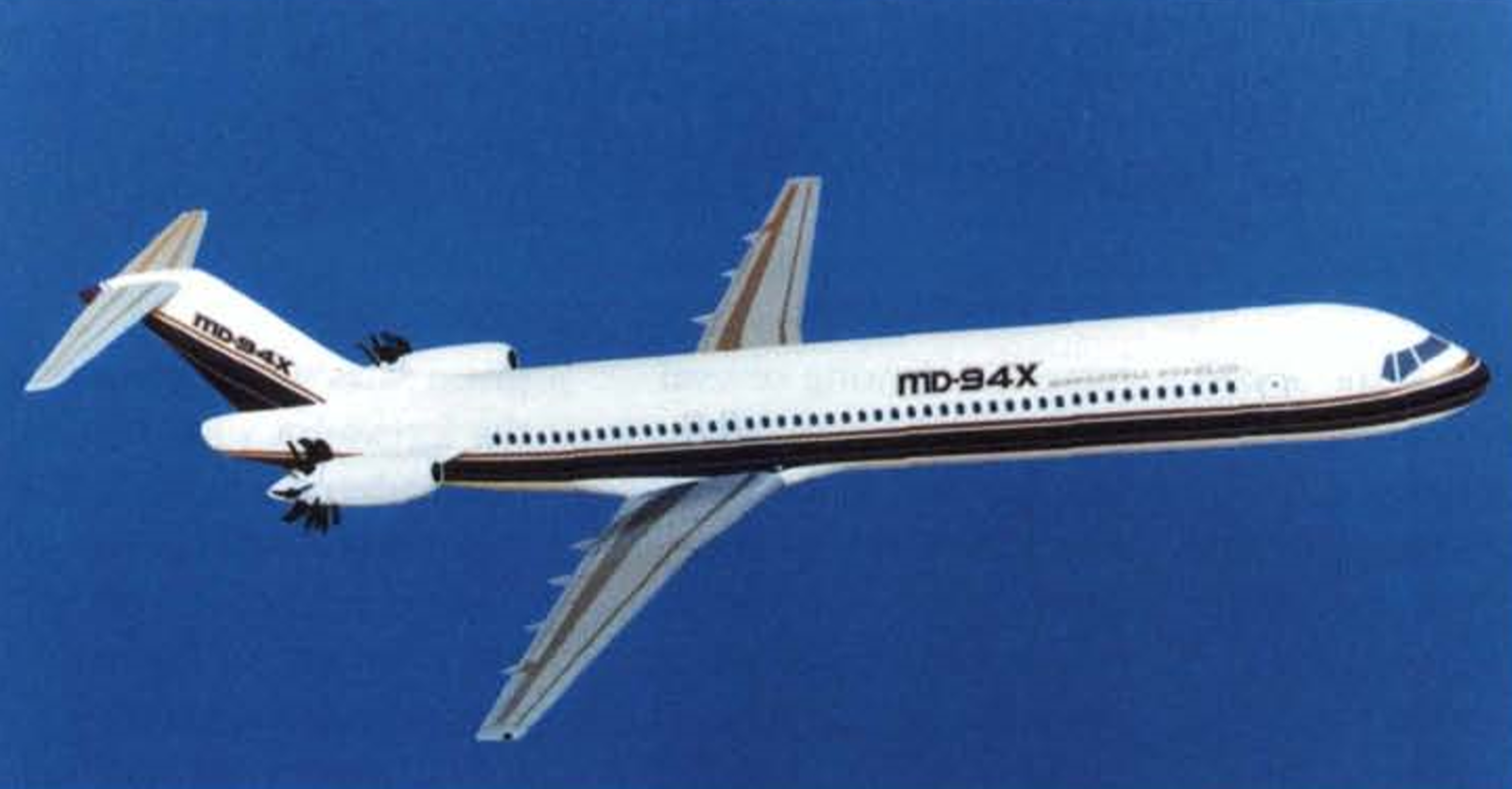
麦道MD-94X的概念图

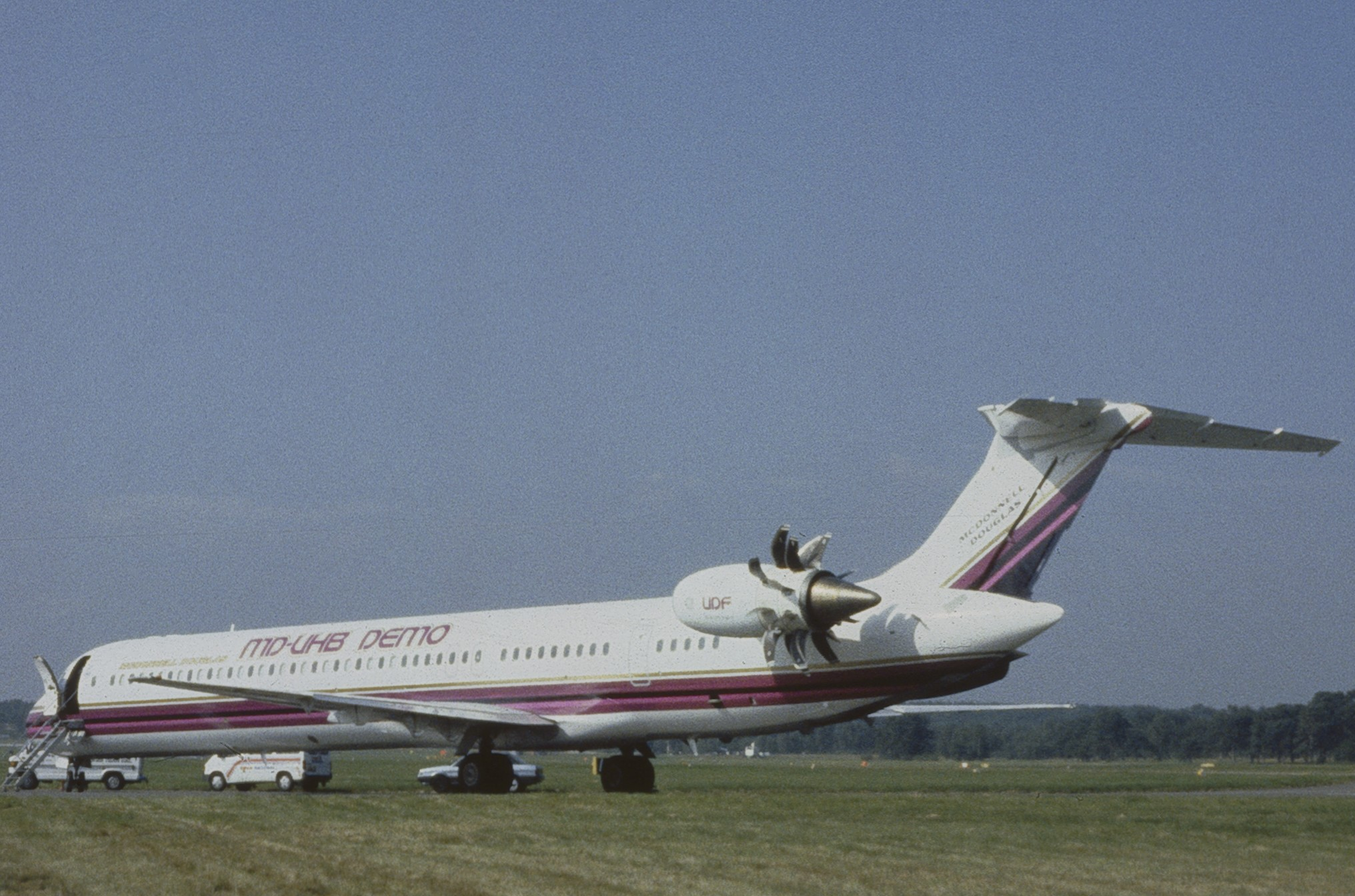
1988 年范堡罗航展上的 MD-81 发动机试验台

数年来，麦道公司一直想要为MD-90提供两台特殊的奇異GE36無涵道風扇發動機（UDF）或普惠Pratt & Whitney/Allison PW578-DX推进风扇发动机，并将其命名为麥道MD-94X。在此之前，MD-81就曾被用作GE36等的试验平台，但最終都開發未果。其後不得不換為傳統的發動機才接到訂單。

##### 軍用版
為了取代P-3獵戶座海上巡邏機的方案，麥道曾有軍用版P-9D的概念提出

### 短版MD-95
1991年，麦道透露正在考虑开发一种100座级的MD-80专用机，该机比MD-87短一些。在巴黎航展上，麦道宣布开发105座级的MD-80型飞机，不過這縮短型卻以MD-95为之命名。最終麦道公司于1994年推出MD-95。其规定重量、尺寸和燃料容量几乎DC-9-30完全相同。主要变化包括机身缩回119英尺（36.2712米）长（与DC-9-30相同），翼展恢复到原来DC-9的93英尺（28.34640米）。麦克唐纳-道格拉斯公司表示，MD-95有望成为一个具有更大航程和座位数的飞机家族。MD-95的开发是为了满足市场需求，以取代当时已接近30岁的早期DC-9。MD-95是一次彻底的改造，并应用了新的发动机、驾驶舱和其他更现代化的系统。1997年麦道与波音合并后，该客机又更名为波音717-200。

### 生產
MD-90在美国加利福尼亚州长滩机场附近生产。根据计划，也在中华人民共和国上海组装40架（后改为20架），但波音公司决定逐步淘汰MD-90，因此上海飞机制造厂只生产了两架。加州的MD-90生产于2000年结束，最后一架飞机交付给沙特航空公司，而上海飞机制造厂的MD-90T生产也于2000年结束。MD-90共生产了116架，是家族中产量最小的机型。

### 運營

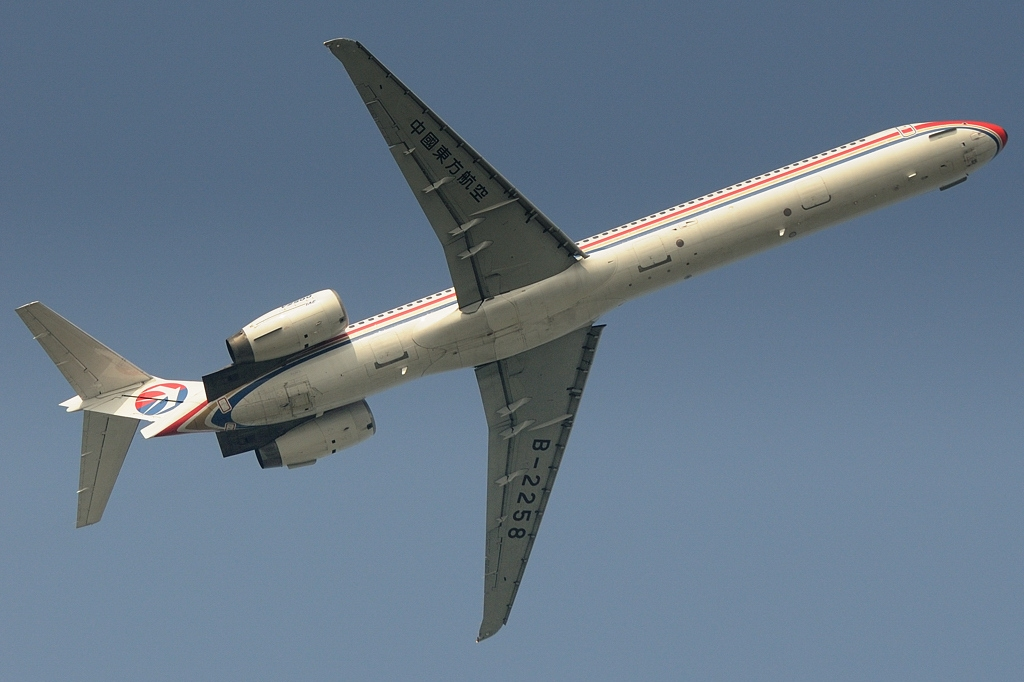
中国东方航空公司MD-90-30

于1993年2月22日首飞，第一架 MD-90于1995年2月交付给达美航空。1997年波音和麦道合并后，由于与波音的737存在内部竞争，MD-90此後没有获得订单。达美航空公司最初订购了大量MD-90，以取代一些老旧的波音727。波音与麦道合并后，达美航空取消了剩余的19架MD-90 订单，转而订购波音737-800。
2020年6月2日，达美航空最后一架 MD-90 执行最后一次商业飞行

## 設計

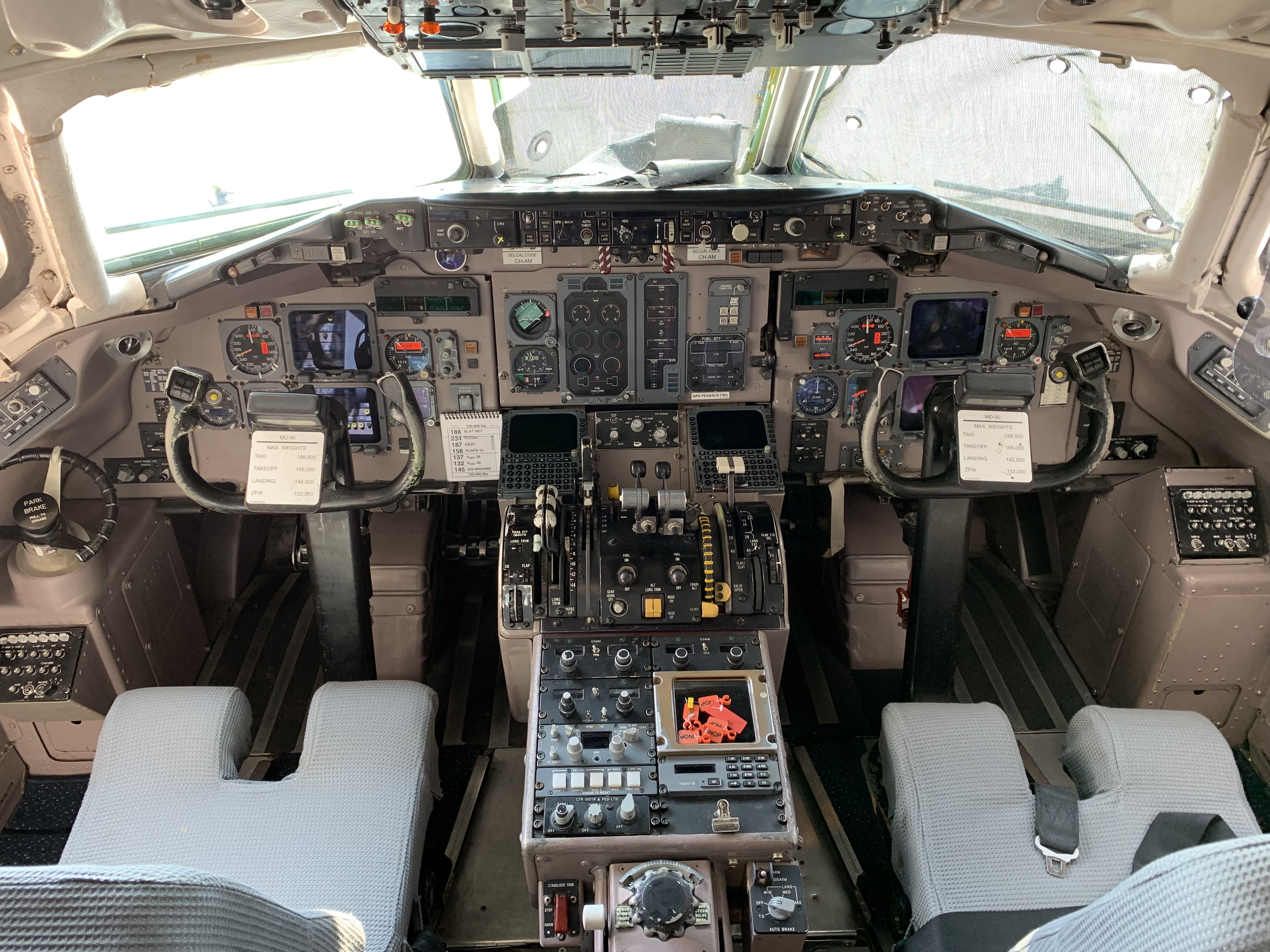
达美航空公司最初的 MD-90驾驶舱

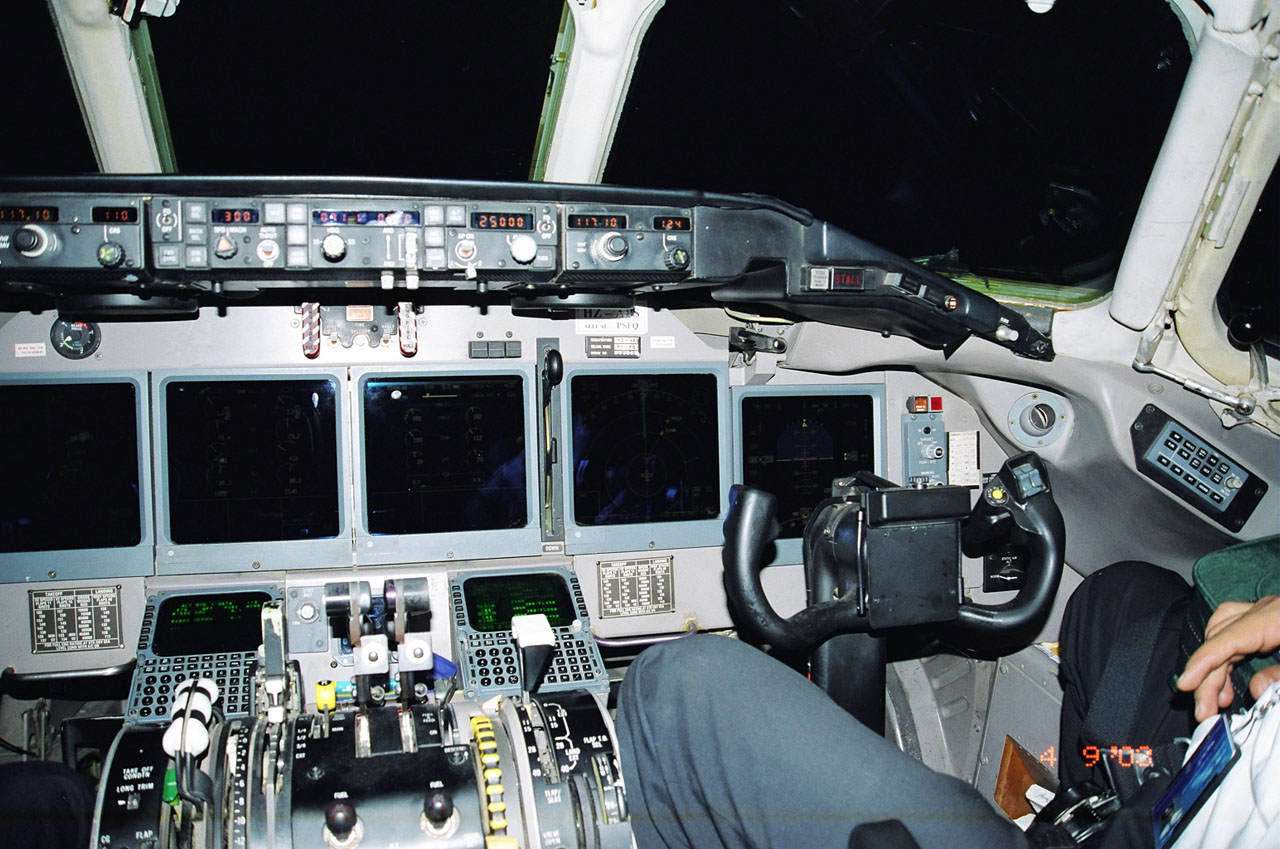
沙特航空公司改进型玻璃驾驶舱

MD-90是一种中型客机，类似于1984年3月的MD-88，配备了类似的电子飞行仪表系统和功率更大、噪音更低、燃油效率更高的IAE V2500发动机，取代了为MD-80系列提供动力的JT8D发动机。由于发动机较重，发动机塔架上的襟翼可以向下偏转30°，以帮助飞机向下俯仰以恢复失速。当控制杆完全向前推时，系统会自动启动。
根据客舱配置和内部布局的不同，MD-90的典型座位数从153人到172人不等。MD-90有两种型号：-30和-30ER。还有一种航程更远的型号-50，但从未被订购。
最初的MD-90采用了与MD-88类似的驾驶舱。交付给沙特航空的29架MD-90采用全玻璃驾驶舱，配备类似于MD-11的航电设备，便于该航空公司的MD-11飞行员过渡。在中國的MD-90-30T，为了在當年品質不好的的跑道上适应大飞机，還设计了双串联起落架，配备更多轮胎以分散飞机重量，但最终没有在生产的两架飞机上使用。

## 款式

### 量產服役機型
- MD-90-30：基本型，配备两台V2525-D5发动机和与MD-88相似的驾驶舱。该发动机还可根据需要，通过开关增加3,000 lbf。
- MD-90-30IGW：最大起飛重量加強型，已生产一架。
- MD-90-30ER：MD-90-30的增程型，制造了两架。
- MD-90-30T：MD-90-30的变型机「Trunkliner」，本該由中国上海组装。最初计划生产40架，后来减少到20架，最终只生产了两架。[34][35][36]ARJ21正是利用中国MD-90项目结束后中国保留的工具制造的。[37]
- MD-90-30EFD：MD-90的增强版，配备与MD-11类似的仪器，共生产28架。

### 交付
| 機型         | 總數 | 2000 | 1999 | 1998 | 1997 | 1996 | 1995 |
| ------------ | ---- | ---- | ---- | ---- | ---- | ---- | ---- |
| MD-90-30     | 113  | 3    | 13   | 34   | 25   | 25   | 13   |
| MD-90-30ER   | 1    |      |      |      | 1    |      |      |
| MD-90-30T    | 2    | 2    |      |      |      |      |      |
| MD-90 series | 116  | 5    | 13   | 34   | 26   | 25   | 13   |

## 意外事故
MD-90在服役期间曾发生过三次全机毀损失事故，造成一人死亡。
- 1999年8月24日，立榮航空873號班機，因一名乘客装有汽油的随身行李被另一名乘客随身行李中的电池点燃而起火。火灾造成27人受伤，1人死亡。飞机受损严重。[41][42]
- 2009年3月9日，一架獅子航空MD-90型客机在苏加诺-哈达国际机场受损，原因是飞机在跑道前330英尺（100米）处因降雨和强风而进场不稳，飞机在中线左侧着陆。尽管飞机的反推力装置正常工作，但飞机还是向右偏转[43]
- 2009年5月8日，一架沙特航空MD-90型客机从吉达起飞，在利雅得机场跑道偏离跑道。着陆时，机长手动伸出了扰流板，但没有将其锁在完全伸出位置，机组人员没有注意到这一点，驾驶着陆后飞机向右倾斜，开始向跑道中心线右侧漂移，并高速离开跑道，所有机组人员全部逃生，没有人员受伤。[44]

## 规格

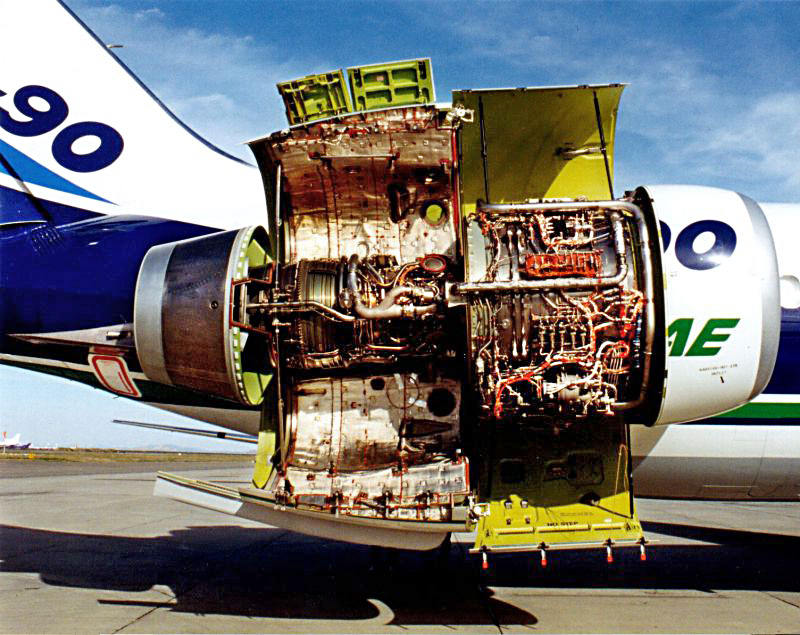
国际航空发动机V2500是MD-90的发动机

| 版本             | MD-90-30                                                 | MD-90-30ER                                               |
| ---------------- | -------------------------------------------------------- | -------------------------------------------------------- |
| 座位数（2级）    | 153–158: 12J@36" + 141/146Y@31-33"                       | 153–158: 12J@36" + 141/146Y@31-33"                       |
| 座位数（1级）    | 163-172Y@29–33"                                          | 163-172Y@29–33"                                          |
| 载货             | 1,300 cu ft（36.8 m3）                                   | 1,177 cu ft（33.3 m3）                                   |
| 长度             | 152.6英尺（46.51米）                                     | 152.6英尺（46.51米）                                     |
| 机身             | 131.6×142英寸（334.3×360.7 cm） 长×高                    | 131.6×142英寸（334.3×360.7 cm） 长×高                    |
| 翼展             | 107.8英尺（32.86米）                                     | 107.8英尺（32.86米）                                     |
| 高度             | 30.6英尺（9.33米）                                       | 30.6英尺（9.33米）                                       |
| 最大起飞重量     | 156,000磅（70,760）                                      | 166,000磅（75,296）                                      |
| 净重             | 88,200磅（40,007）                                       | 88,400磅（40,098）                                       |
| 最大酬载         | 41,800磅（18,960）                                       | 43,600磅（19,777）                                       |
| 油量             | 39,128磅（17,748）                                       | 39,128磅（17,748）                                       |
| 涡扇发动机（2×） | IAE V2525-D5                                             | IAE V2525-D5                                             |
| 推力             | 25,000 lbf（111.21 kN）                                  | 25,000 lbf（111.21 kN）                                  |
| V速率            | Mach 0.84（556 kn；1,029 km/h），在27,240英尺（8,303米） | Mach 0.84（556 kn；1,029 km/h），在27,240英尺（8,303米） |
| 巡航速度         | Mach 0.76（503 kn；931 km/h），在34,777英尺（10,600米）  | Mach 0.76（503 kn；931 km/h），在34,777英尺（10,600米）  |
| 升限             | 37,000英尺（11,278米）                                   | 37,000英尺（11,278米）                                   |
| 航程（153 pax）  | 2,045 nmi（3,787 km）                                    | 2,237 nmi（4,143 km）                                    |
| 起飞距离         | 7,000英尺（2,134米）（156,000 lb, ISA, SL）              | 7,000英尺（2,134米）（156,000 lb, ISA, SL）              |

1. ↑  使用附加油箱时为89,188磅（40,455）
2. ↑  使用附加油箱时为42,913磅（19,465）
3. ↑  可选：28,000 lbf（124.55 kN） V2528-D5
4. ↑  使用565 US gal（2,140 L）附加油箱时为2,455 nmi（4,547 km）